# Großkampenberg
Großkampenberg este o comună din landul Renania-Palatinat, Germania.

## Comunități constitutive
Municipalitatea cuprinde districtele Großkampenberg (fost Großkampen) și muntele. Municipalitatea cuprinde, de asemenea, o parte a apartamentului Heckhuscheid Dackscheid și Heerstrasse rezidențiale.

## Istoric
Großkampen a fost menționat pentru prima dată în 1473, actualul district Berg în 1633. Până la sfârșitul secolului al XVIII-lea, ambele sate aparțineau lui Meierei Harspelt, care făcea parte din dominația luxemburgheză Dasburg.
În 1794, trupele revoluționare franceze au ocupat Olanda austriacă, care a inclus Ducatul de Luxemburg și a anexat-o în octombrie 1795. Sub administrația franceză, ambele comunități aparțineau cantonului Arzfeld, care a fost repartizat administrativ districtului Bitburg din departamentul pădurilor.
1. ↑  Alle politisch selbständigen Gemeinden mit ausgewählten Merkmalen am 31.12.2018 (4. Quartal) (în germană), Statistisches Bundesamt[*], arhivat din original la 10 martie 2019, accesat în 10 martie 2019